# Герб Непала
Герб Непала — один из государственных символов Федеративной Демократической Республики Непал.

## Описание
Герб содержит флаг Непала, гору Эверест, зелёные холмы, отображающие в символической форме холмистые области Непала и жёлтый цвет, отображающий в символической форме плодородную область, соединённые мужские и женские руки, символизирующие равноправие полов, и гирлянду рододендронов (национальный цветок). Поверх этого — белый силуэт в форме географических очертаний Непала.
В нижней части герба тёмно-красный (цвет Непала) свиток с национальным девизом на санскрите: जननी जन्मभूमिश्च स्वर्गादपी गरीयसी (IAST: jananī janmabhūmiśca svargādapi garīyasī), который переводится как «Мать и Родина больше, чем небеса». Текст девиза, часто принимаемый за отрывок из «Рамаяны», на самом деле относится к произведению «Анандамат» (автор — Банким Чандра Чаттопадьяй). Данный герб является первым, на которой перестали изображать непальские клинки.
В 2020 году герб претерпел небольшие изменения: на карту был нанесён бассейн реки Калапани в округе Дарчула, являющийся объектом территориального спора с Индией и контролируемый последней.

## История
|  | 1935—1946 | Центральная фигура — четырёхрукое божество-покровитель на фоне Гималаев. Щитодержатели — солдат и охотник с луком и копьём. Герб 1935 года имел четыре девиза: - верхний — «Благословенное правительство Непала» (санскрит) - обрамляющие щит — «Мать и Родина больше, чем небеса» (санскрит) и «Сладка и прекрасна за родину смерть» (Гораций) - нижний — на санскрите. Композицию венчают пары скрещённых непальских флагов и кривых ножей кукри, следы ног Горатхака (божества-опекуна Гуркха) и королевский головной убор. В нижней части — монограмма короля Трибхувана Бир Бикрам Шаха TBBS. |
|  | 1946—1962 | Щитодержатель-солдат получил форму времён Второй мировой войны, исчезли королевская шапка и монограмма. |
|  | 1962—2008 | На гербе, использовавшемся в 1962—2008 годах, присутствовали изображения белой коровы, зелёного фазана (гималайский монал) на поле у подножий Гималаев под Солнцем и Луной. Щитодержателями выступали два солдата-гуркха (один из них держал за поясом кукри и лук в руках, другой — винтовку). Аналогично версии 1935 года, присутствует королевский головной убор и традиционные символы страны — государственный флаг, ножи кукри, следы Горатхака. Этот вариант герба также содержал красный свиток с национальным девизом.                                                                    |
|  | 2008—2020 | |